# Ramp van Woerden
De Ramp van Woerden of Verdediging van Woerden vond plaats op 24 november 1813 tijdens de Zesde Coalitieoorlog. Op die dag probeerden anti-Franse rebellen, bestaande uit muitende troepen van de Franse Nationale Garde van Den Haag, die zichzelf hernoemd hadden tot 'Oranje-Garde', Woerden te veroveren op het Eerste Franse Keizerrijk, maar het Pruisische Regiment (voornamelijk Pruisische soldaten in Franse dienst) verdedigde de stad met succes. Daarbij doodden zij 26 burgers van Woerden.

## Achtergrond
De Veldtocht van Napoleon naar Rusland in 1812 was een mislukking; het Eerste Franse Keizerrijk en de Franse bondgenoten leden gevoelige verliezen die Napoleons hegemonie over Europa ondermijnden. Napoleon keerde snel terug naar Parijs om een nieuw leger op te bouwen, terwijl in maart 1813 verschillende staten zoals Pruisen en Zweden overliepen naar de zich langzaam vormende Zesde Coalitie rondom Rusland en Groot-Brittannië. Deze voormalige bondgenoten verklaarden de oorlog aan Napoleon, die met zijn nieuwe leger de Zesde Coalitie versloeg bij onder meer de Slag bij Lützen op 2 mei 1813 en de Slag bij Bautzen op 21 mei, maar daarbij zelf ook zware verliezen leed. In de Slag bij Leipzig (16–20 oktober 1813) leed Napoleon een hevige nederlaag en moest zich terugtrekken, waarop de Coalitielegers oprukten naar het westen. Op 12 november 1813 bezetten kleine groepen geallieerde soldaten Zwolle en op 15 november Groningen. Op dat moment waren er verspreid over het latere Nederland nog ongeveer 9000 soldaten in Franse dienst gelegerd en het was nog onzeker in hoeverre zij zouden vluchten voor of vechten tegen de Coalitie.
De Franse generaal Molitor trok op 15 november zijn 1800 manschappen uit Amsterdam terug op Utrecht. Hij wilde zijn troepen vervolgens bij Gorinchem via een schipbrug over de rivier naar het zuiden terugtrekken, maar daarvoor moest hij naar het zuiden en westen bewegingsvrijheid hebben. In Amsterdam brak vervolgens een volksoproer uit tegen het Franse gezag, maar het stadsbestuur sloeg dit oproer neer en verbrak de banden met de Franse regering voorlopig nog niet.
Op 17 november 1813 brak er in Den Haag een riskante volksopstand tegen de Franse regering uit toen de ambtenaren naar het zuiden uitweken. Gijsbert Karel van Hogendorp, Frans Adam van der Duyn van Maasdam en Leopold van Limburg Stirum vormden die dag het Driemanschap van 1813, dat op 20 november te Den Haag zichzelf tot Voorlopig Bewind verklaarde en de volgende dag de onafhankelijkheid van het Soeverein vorstendom der Verenigde Nederlanden uitriep. Het Voorlopig Bewind vreesde een machtsvacuüm en een bezetting door de oprukkende Pruisen, waardoor de Nederlanden mogelijk hun zelfstandigheid niet terug zouden krijgen.
Nadat Leiden de kant van het Algemeen Bestuur had gekozen stuurde het Voorlopig Bewind Witte Tullingh naar Leiden om de plaatselijke schutterij te organiseren, maar het Leidse stadsbestuur reed hem tegemoet en verzocht hem om meteen op te trekken naar Woerden. In Leiden voegde zich generaal C.F. de Jonge zich bij hem die het commando overnam en op 23 november trok de Oranje-Garde richting Woerden op.

## Verloop

### Donderdag 18 november
Op 18 november was alleen adjudant Papillon met drie (Hollandse) gendarmes in Woerden. Hij zat in een kroeg en kreeg wat opmerkingen van Woerdenaren, die met oranje sjerpen rondliepen. Hij voelde zich onveilig en beklaagde zich bij de Maire (Frans voor "burgemeester") Willem van Oudheusden, die hem een rijtuig naar Utrecht aanbood. 's Avonds om 7 uur kondigde de Maire voor het stadhuis de omwenteling af. Er mocht oranje gedragen worden.

### Vrijdag 19 november
De volgende ochtend werd Van Oudheusden tot burgemeester van de stad benoemd (hij was dus niet langer een Maire die door de Fransen was benoemd). De klokken werden geluid, rood-wit-blauwe Hollandse vlaggen verschenen op woningen en de kerktoren en de Franse adelaars werden van de gevels verwijderd. Door de hele stad liepen mensen met oranje sjerpen te feesten.
Toen ontdekte dr. Pruymboom (op ziekenbezoek net buiten de Utrechtse poort) dat de Franse troepen met 250 manschappen onder aanvoering van kolonel Jean Falba naar Woerden marcheerden. Ook adjudant Papillon was erbij. Het waren overwegend Hollanders in Franse dienst. J.C. Meulman, vrederechter en vooraanstaand inwoner van Woerden, kon Falba bewegen om met tromgeroffel naar het stadhuis te lopen. Daarmee bleven de Franse troepen bij elkaar en de bevolking werd erdoor gewaarschuwd.
Falba verhoorde enige notabelen op het stadhuis. Alle Hollandse symbolen moesten worden verwijderd. Er werden 25 Franse soldaten ingekwartierd in het Weeshuis. Falba zelf overnachtte bij Meulman op kasteel Batestein in Harmelen.

### Zaterdag 20 november
De volgende morgen vertrokken de gendarmes en Falba met vier hooggeplaatsten (burgemeester Van Oudheusden, Bredius, notaris Schuak en Meulman) naar Utrecht om zich bij generaal Molitor te verantwoorden. Er bleven 25 gendarmes in Woerden achter. In Utrecht werden ze verhoord door Molitor zelf. Die meldde dat hij zich geen onrust in zijn achterhoede (Woerden) kon veroorloven. Het liep met een sisser af en 's avonds keerden de vier ongedeerd in Woerden terug.

### Zondag 21 november
Op de 21e verklaarden in Den Haag Van Hoogendorp en Van der Duyn van Maasdam in een proclamatie dat zij, in afwachting van de komst van de prins Willem Frederik van Oranje-Nassau, ter voorkoming van een machtsvacuüm, namens de prins tijdelijk de regering op zich namen. Zij gaven opdracht om een legerkorps in Amsterdam te vormen om te voorkomen dat de Fransen vanuit Utrecht naar Amsterdam zoulen terugkeren. Ook richting Gorinchem werd een legerkorps ingezet onder leiding van generaal Sweerts de Landas. Tevens werd een legerkorps gevormd dat onder leiding van generaal C.F. de Jonge vanuit het westen naar Utrecht zou oprukken om de Franse bezetters daar te verjagen. Meulman werd gealarmeerd door geruchten dat De Jonge Woerden wilde veroveren. Weliswaar waren er maar 25 Franse gendarmes in Woerden achtergebleven, maar de stad was makkelijk bereikbaar voor de Fransen vanuit Utrecht en Molitor had een duidelijke waarschuwing gegeven. Bovendien was de verdediging van de stad niet op orde: er waren geen palissaden op de wal, de brug was weg, de stadsgracht was van een dam voorzien en op veel plaatsen doorwaadbaar.

### Maandag 22 november
Op 22 november reisde Meulman naar de Hollandse troepen en kon generaal De Jonge overreden tot enige dagen uitstel. Men zou niet verder dan tot Leiden en Alphen oprukken. Meulman keerde 's avonds gerustgesteld in Woerden terug.

### Dinsdag 23 november
De volgende dag hoorde Meulman dat Alphen was ingenomen en dat de Hollandse troepen toch oprukten naar Woerden. Hij stuurde met spoed nog een brief, maar dat mocht niet baten. Om 7 uur ’s avonds eiste De Jonge bij adjudant Papillon de stad Woerden op. Die stuurde in allerijl een gendarme naar Utrecht. Vervolgens vertrok de adjudant met de 25 achtergebleven manschappen weer uit Woerden, richting Utrecht. De Hollandse troepen trokken met 250 man Woerden binnen, onder leiding van kolonel Johan Gerard van Oldenbarneveld genaamd Witte Tullingh (1779-1852). Ze liepen door naar het huis van de burgemeester in het midden van de Voorstraat en kregen daar biljetten om te overnachten. Dat betekende dat ze dus niet de stad zouden verdedigen. Het bleek ook dat Tullingh volledig onbekend was met de ligging en vestingwerken van Woerden. Generaal De Jonge ging slapen bij de heer Ham van Achttienhoven en Sluipwijk en kolonel Tullingh bij Meulman. De Kapitein Willem van Heynsbergen hield met enige manschappen de Utrechtse poort bezet. Nog later werd een minimale bezetting als voorpost naar Fort Oranje gestuurd onder leiding van luitenant Mirandolle. Noch het jaagpad, noch Fort Kruipin werden bezet, zodat de Fransen zo om de stad heen zouden kunnen trekken, als ze dat zouden willen. Meulman suggereerde aan Tullingh om de verdediging net boven Harmelen in te richten, daar was slechts een smalle doorgang te verdedigen en niet een heel brede vesting als Woerden was. Dat zou Tullingh de volgende morgen wel met De Jonge bespreken. Inmiddels waren de Pruisen al tot Amersfoort opgerukt, zodat de Fransen in Utrecht onder steeds hogere druk kwamen te staan. Om 11 uur 's avonds stonden in Utrecht 4.000 manschappen klaar om naar Woerden op te rukken. Dat ging zo geruisloos, dat zelfs de Utrechters (die zich 's avonds niet buiten mochten vertonen) er niets van merkten en dus ook geen alarm konden slaan.

### Woensdag 24 november
Van de 4.000 Franse manschappen vertrokken er 's nachts om 12 uur 1.600 zo geruisloos mogelijk naar Woerden, terwijl de overigen paraat bleven staan in Utrecht. De troepen stonden onder commando van kolonel Falba en generaal Gency. Ze kregen toestemming om in Woerden te plunderen. Om 4 uur 's morgens waren ze bij de Grovenbrug (nu Groepenbrug). Tegen 7 uur begon het te schemeren, maar het was nog erg mistig. Circa de helft van de manschappen vertrok richting Fort Oranje, de andere helft aan de andere kant van de Rijn richting het onbemande Fort Kruipin. Circa 100 man bleef achter bij de herberg bij de Grovenbrug. De Hollandse manschappen (onder leiding van luitenant Mirandolle) vluchtten bij het zien van de grote groep soldaten terug naar de stad. Omdat de Fransen in Fort Oranje dachten dat er een garnizoen in Fort Kruipin zat, begonnen ze in de mist te schieten, maar daarbij doodden ze een van hun eigen mensen, die op de andere oever richting Woerden trokken. Kapitein Willem van Heynsbergen had bij de Utrechtse poort slechts circa 30 manschappen tot zijn beschikking, maar bleef koelbloedig vuren op de naderende Franse troepen. Generaal De Jonge, gewekt door het schieten, spoedde zich naar de Utrechtse poort en ontdekte dat de manschappen nauwelijks konden schieten, omdat ze geen schiettraining hadden gehad, niet de juiste munitie hadden of de wapens deels defect waren. Inmiddels hadden de Fransen die via de noordwestoever langs Fort Kruipin waren getrokken de collega's bij de Snellerbrug weer ontmoet, waardoor er een verdubbeling van de Franse strijdkrachten bij de Utrechtse Poort ontstond. Wegens de weerstand bij de Utrechtse poort werd een deel van de troepen om de noordzijde van de buitensingel heengeleid (over het zogenaamde Paardenkerkhof). Een deel van de Woerdenaren en militairen konden nog via de Leidsche poort de stad ontvluchten, waaronder generaal De Jonge. Tullingh bleef wel in de stad en verdedigde met zestien man de Kruisstraat, maar moest uiteindelijk de tabakswinkel van Dirck van Leeuwen invluchten. Hij werd gevangengenomen, de volgende dag naar Utrecht afgevoerd en enkele dagen later van daaruit naar Frankrijk getransporteerd.
Volgens historicus Uitterhoeve  zou Falba zijn troepen de vrije hand hebben gegeven om te plunderen. Deze vrije hand leidde tot een moordpartij in de stad. Er werden op 24 november 1813 in totaal 26 inwoners gedood, in alle leeftijden en alle sociale klassen:
- Hermanus van Loon, geboren 11-12-1776 te Woerden, 37 jaar, zoon van Arnoldus van Loon en Aletta van Oostrum. Griffier van het Vredesgerecht.
- Gijsbert Costerus, geboren 26-8-1761 te Woerden, 52 jaar, zoon van Dominicus Costerus en Johanna Voorn. Dijkgraaf
- Willem van Stavel, geboren 5-6-1796 te Woerden, 17 jaar, zoon van Andries van Stavel en Wijntje de Kruijff.
- Petrus Buijt, geboren 1757, 56 jaar, zoon van Jan Buijt en Johanna Derloop.
- Dirk van der Quast, geboren 1786, 27 jaar, zoon van Leendert van der Quast en Burgje van Stavel, gehuwd met Wilhelmina van Eijk op 28-7-1813.
- Antonie van Wijk Az, geboren 15-9-1779, 32 jaar, zoon van Antonie van Wijk Sr en Aagje Smaling.
- Jan Vollenbregt, geboren 1731, 82 jaar.
- Adrianus Kok, geboren 7-2-1773 te Woerden, 39 jaar, zoon van Arie Kok en Antje Kraaijenbosch, gehuwd met Bartje Kelders uit Zwolle op 3-6-1804.
- Mr. Willem Schuil van der Does, geboren 1766 te 's Bosch, 47 jaar, zoon van Jan Hendrik van der Does, gehuwd Johanna C. van Starckenborgh.
- Dammes Okhuysen Sr., geboren 1783 te Woerden, 30 jaar, zoon van Franciscus Ockhuijsen en Alida van Loon, gehuwd J.Kemp op 29-4-1810, vader van Dammes jr., geboren 15-3-1814 te Woerden.
- Dirk Joan Groos, geboren 1752 te Alphen (Maaswaal), 61 jaar, zoon van Johannes Philip Groos en Dirkje Blom.
- Jan Maas, geboren 1792 te Utrecht, 21 jaar, zoon van Rijk Maas en Antje van Dijk, gehuwd met Catharina de Meijer, vader van Engelbertha (1812).
- Anthonie van Vliet, geboren 1729, 84 jaar, zoon van Frans van Vliet en Kaatje van Weelderen.
- Pieter van Meurs, geboren 1783, 30 jaar, zoon van Barend van Meurs en Maria Joosten, gehuwd met Dieuwertje Brouwer op 26-5-1811 te Woerden.
- Petronella Tibbe-van Veen, geboren 1791te Woerden, dochter van Jochem van Veen en Jannigje van Hees, gehuwd met Hendrik Tibbe op 27-12-1812 te Woerden. Zij was hoogzwanger.
- Neeltje den Blanken, gedoopt op 22-3-1798 te Woerden,15 jaar, dochter van Jan den Blanken en Marijtje Spruijt.
- Aantje Kip, gedoopt op 16-3-1808 te Woerden, 6 jaar, dochter van Aart Kip en Mageltje Gros.
- Teuntje Bommenaar, geboren 1780 te 's Gravesloot, 33 jaar, dochter van Willem Bommenaar en Anna Bijleveld.
- Johan Utsinger, geboren 1761 en overlijdt aan zijn verwondingen op 5-12-1813 te Woerden, 52 jaar, gehuwd met Aaltje Snel.
- Theobald Weber, geboren 1737, 76 jaar, gehuwd met Susanna Margaretha Wels.
- Dirk Roos, geboren 1788, 25 jaar, zoon van Cornelis Roos en Barbara Weber.
- Jan van Straten, geboren 1760, 53 jaar, vermoedelijk later aan zijn verwondingen -niet in Woerden- overleden.
- Anthonius Romanus van Dashorst, geboren 1776, 37 jaar, gehuwd met Gerrigje Straatman.
- Huibert Roos Kz, geboren 1754, 59 jaar, zoon van Krijn Roos en Jacoba Pothof.
- Sara Pinas-Levi, geboren 1756, 57 jaar, gehuwd met Jakop Pinas.
- Salomon Abraham, geboren 1754, 59 jaar, uit 's Gravesloot, gehuwd met Rebekka Philips.

In de middag kwam een einde aan het ergste deel en de Fransen trokken zich terug in hun bivaks buiten de stad.

### Donderdag 25 november
Tullingh en circa 20 gardisten moesten donderdag 25 november naar Utrecht lopen en werden na verhoor door Molitor naar Gorinchem gebracht. Tullingh ging vervolgens verder naar Parijs en na de omwenteling in Frankrijk zou hij terugkeren naar Holland. De meeste gardisten zijn als gevolg van mishandelingen en verwaarlozing in de kerkers omgekomen.
Falba kreeg de opdracht om met enkele honderden soldaten terug te keren naar Utrecht. Daar kwamen ze triomfantelijk binnen en werd onderling de buit verhandeld. Molitor vreesde voor uitbreiding van de plunderzucht en stuurde dan ook Falba en zijn manschappen naar Amersfoort. Generaal Gency wist bij de overgebleven soldaten rondom Woerden te voorkomen dat ook die verder gingen met plunderen. Zo hadden verschillende omliggende gemeenten voldoende levensmiddelen en drank opgestuurd om de troepen te bevredigen.

### Vrijdag 26 november
In Woerden blijven ook de volgende dagen Franse soldaten uit Utrecht komen om in Woerden te plunderen. Gensy verzamelt zijn troepen in enkele barakken in Woerden, omdat hij weet dat de bondgenoten (Pruisen) naderbij komen en hij binnenkort met zijn manschappen moet vertrekken. Tabakshandelaar Jacobus van der Hamme (27 jaar) uit Utrecht komt, met toestemming van Molitor, lopend naar Woerden om poolshoogte te nemen. Geschokt keert hij in de middag terug, maar wordt bij Herberg de Putkop door een dronken soldaat vermoord. Achterop komende officieren voeren een schijnbare rechtszaak, maar spreken hem ter plaatse vrij omdat Van der Hamme een spion zou zijn.
In Woerden is alle voedsel op en de soldaten dreigen met nieuwe plunderingen als er geen eten komt. De onderprefect van Arrondissement Utrecht, Tuyl van Serooskerken, verordent al op 25 november dat de omliggende plaatsen zoveel mogelijk voedsel naar Woerden moeten brengen.
Molitor geeft Falba opdracht met zijn troep naar Amersfoort te trekken (hij wil ze niet in Utrecht hebben, omdat ze niet onder controle te houden zijn en de achtergebleven soldaten ook tot muiten aanzetten), maar dat lukt maar deels door optredende muiterij en dronkenschap.

### Zaterdag 27 november
Zaterdagnacht breekt kolonel Falba op aandringen van het gemeentebestuur weer op vanuit Amersfoort en vertrekt naar Naarden.
Ondertussen worden door de plaatselijke commandant, de onderprefect Albert Carel Snouckaert van Schauburg, de Russische kozakken via de Kamppoort in de stad binnengelaten, waarmee de mogelijke Franse plundering van Amersfoort verijdeld is. 

### Zondag 28 november
In de nacht van zaterdag 27 op zondag 28 november verlaten de Fransen omstreeks 2 uur heel stilletjes Woerden onder commando van Gency en verschijnen ‘s morgens vroeg voor de poorten van Utrecht. Molitor is dan al naar het zuiden afgereisd en via Vreeswijk naar de overzijde van de Lek gegaan. Hij heeft opdracht gegeven om de troepen uit Woerden niet de stad Utrecht binnen te laten, maar via dezelfde route achter hem aan te laten reizen. Hij wil geen herhaling van plunderingen, nu in Utrecht, om een goede indruk achter te laten.
Maar de Russische Kozakken zijn al zo dicht bij Utrecht dat zij direct de achtervolging inzetten en een deel van de Fransen doden en de rest als gevangenen naar Utrecht brengen. ‘s Morgens ontdekken de Woerdenaren pas dat de Fransen ‘s nachts stilletjes zijn vertrokken.

### Dinsdag 30 november
Prins Willem Frederik, de latere koning Willem I, landt op 30 november te Scheveningen. De soeverein vorst, net weer in het land geeft een groot bedrag, dat ter aanmoediging dient voor andere steden en dorpen om ook te schenken.

### De volgende dagen en weken
De volgende dagen komen er velen van buiten Woerden om te zien hoe erg het is geweest. Maar men komt ook hulpgoederen brengen, eerst uit de directe omgeving, daarna vanuit steeds wijdere cirkels.
Er wordt een commissie van 10 leden ingesteld met de naam: “Commissie ter leniging van de ramp te Woerden”. Men mag schadeclaims indienen. Die worden openbaar gemaakt, om overvragen te voorkomen. De schade aan woningen en winkels wordt geïnventariseerd en in opdracht van de Commissie hersteld om te voorkomen dat het getaxeerde bedrag voor iets anders gebruikt zal worden en daardoor woningen langdurig onbewoonbaar blijven. Ook schrijft de Commissie brieven aan alle gemeenten in Nederland om geld en hulpgoederen.
Op 27 augustus 1814 geeft de soeverein vorst zijn goedkeuring aan het werk van de Commissie.

## Nasleep
Door de ramp van Woerden verloor generaal De Jonge zijn commando in de regio en kreeg hij de wat onbepaalde positie van commissaris van oorlog. Tullingh keerde pas in mei 1814 uit Frankrijk terug. Na zijn terugkomst schoof Willem I der Nederlanden de ramp van Woerden in zijn schoenen, maar door de bemiddeling van Van Hogendorp werd hij gezuiverd.

## Herdenking
In 1814 werd er een straatlied, smartlap, op een middeleeuwse melodie uitgegeven. Na 25 jaar, in 1838, werd er een herdenkingsmunt uitgegeven. In 1913 werd nog een grote herdenking gehouden, evenals in 1988. Daarna verdween de belangstelling.

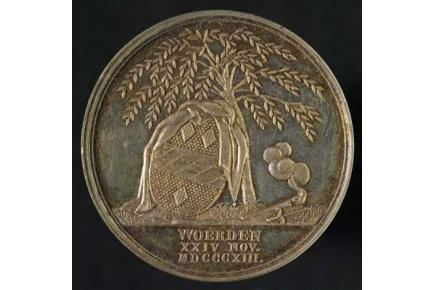
Penning bij 25-jarige herdenking van de Ramp te Woerden voorzijde
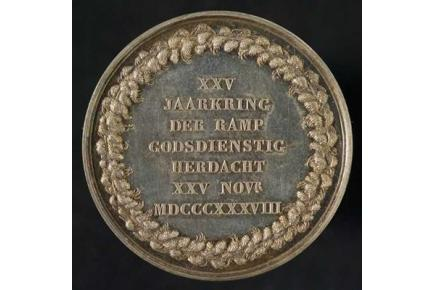
Penning bij 25-jarige herdenking van de Ramp te Woerden achterzijde